# Kayla Collins
Kayla Collins (1 de abril de 1987 en Reading, Pensilvania) es una modelo estadounidense. Ella fue Playboy Playmate en agosto de 2008 por la revista Playboy. Ha aparecido en numerosos reality shows, incluyendo el de MTV I'm a Celebrity...Get Me Out of Here! en UK, la versión de I'm a Celebrity...Get Me Out of Here.